# Roland Gibbs
Sir Roland Christopher Gibbs, GCB, CBE, DSO, MC, KStJ (* 22. Juni 1921 in Long Ashton, Flax Bourton, Somerset; † 31. Oktober 2004 in Wiltshire) war ein Offizier der British Army, der zuletzt als Generalfeldmarschall (Field Marshal) zwischen 1976 und 1979 Chef des Generalstabes der British Army war. Später fungierte er von 1985 bis 1990 als Konstabler des Tower (Constable of the Tower) und war damit der höchste Offizier des Tower of London. Des Weiteren war er zwischen 1989 und 1996 Lord Lieutenant der Grafschaft Wiltshire.

## Leben

### Offiziersausbildung und Aufstieg zum General
Roland Christopher Gibbs war der zweite Sohn und das jüngste von vier Kindern von Major Guy Melvil Gibbs, einem Offizier der North Somerset Yeomanry, und Margaret Olivia St. John. Sein älterer Bruder Martin St. John Valentine Gibbs war unter anderem High Sheriff von Gloucestershire. Er selbst besuchte das renommierte Eton College und begann danach eine Offiziersausbildung am Royal Military College Sandhurst. Nach deren Abschluss wurde er 1940 Leutnant (Second Lieutenant) im Infanterieschützenregiment King’s Royal Rifle Corps und nahm während des Zweiten Weltkrieges an Kampfeinsätzen und Schlachten in Nordafrika, Italien und anderen Teilen Europas teil. Für seine militärischen Verdienste wurde ihm 1943 das Military Cross (MC) sowie 1945 der Distinguished Service Order (DSO) verliehen. Nach Kriegsende fand er zahlreiche Verwendungen als Offizier sowie Stabsoffizier und war unter anderem Kommandeur des 3. Bataillons des Fallschirmjägerregiments (Parachute Regiment). Im Dezember 1963 löste er als Brigadegeneral (Brigadier) Brigadier Michael Forrester als Kommandeur der 16. Fallschirmjägerbrigade (16th Parachute Brigade) ab und verblieb in dieser Funktion bis April 1966, woraufhin Brigadier Anthony Farrar-Hockley seine dortige Nachfolge antrat. Er selbst wurde daraufhin im Mai 1966 als Nachfolger von Air Commodore Edward J. Morris Chef des Stabes des Streitkräftekommandos im Mittleren Osten (Chief of Staff, Middle East Command) und hatte diesen Posten bis zur Auflösung des Kommandos im November 1967 inne.
Gibbs, der 1968 Commander des Order of the British Empire (CBE) wurde, war als Generalmajor (Major-General) von April 1969 bis Januar 1972 Kommandeur der Landstreitkräfte im Persischen Golf. Am 1. Januar 1972 wurde er zum Knight Commander des Order of the Bath (KCB) geschlagen, sodass er fortan den Namenszusatz „Sir“ führte. Im Januar 1972 übernahm er als Generalleutnant (Lieutenant-General) die Nachfolge von Generalleutnant John Aubrey Taylor Sharp als Kommandierender General des I. Korps (General Officer Commanding-in-Chief, I Corps) und bekleidete diesen Kommandeursposten bis zu seiner Ablösung durch Generalleutnant Jack Harman im Januar 1974. Er wiederum löste als General im April 1974 General Basil Eugster als Oberkommandierender der britischen Landstreitkräfte (Commander-in-Chief, UK Land Forces) ab und verblieb in dieser Verwendung bis Mai 1976, woraufhin General Edwin Bramall seine dortige Nachfolge antrat. Am 12. Juni 1976 wurde er zudem zum Knight Grand Cross des Order of the Bath (GCB) erhoben.

### Chef des Generalstabes, Konstabler des Tower und Lord Lieutenant von Wiltshire
Zuletzt wurde General Roland Gibbs im Juli 1976 und übernahm als Nachfolger von General Peter Mervyn Hunt das Amt als Chef des Generalstabes (Chief of the General Staff) der British Army, die er bis zu seinem Ausscheiden aus dem aktiven Militärdienst im Juli 1979 innehatte. Sein Nachfolger wurde daraufhin erneut General Edwin Bramall. Zudem fungierte er von 1976 bis 1979 auch als Aide-de-camp von Königin Elisabeth II. und wurde mit seinem Eintritt in den Ruhestand im Juli 1979 auch zum  Generalfeldmarschall (Field Marshal) befördert. 
Im August 1985 wurde Sir Roland Gibbs abermals Nachfolger von General Peter Mervyn Hunt als Konstabler des Tower (Constable of the Tower of London) und war damit der höchste Offizier des Tower of London. Er hatte dieses Amt bis Juli 1990 inne und wurde daraufhin von Field Marshal John Wilfred Stanier abgelöst. 1989 übernahm er des Weiteren von Oberst Hugh Trefusis Brassey das Amt als Lord Lieutenant der Grafschaft Wiltshire und übte dieses bis zu seiner Ablösung durch Generalleutnant Maurice Robert Johnston 1996 aus. 1990 wurde er ferner Knight of Justice des Order of Saint John (KStJ).
Am 27. Oktober 1955 heiratete er Davinia Jean Merry, Tochter von Oberstleutnant Eion James Henry Merry und Jean Trefusis Crichton. Aus dieser Ehe ging die zwei Söhne Aidan Joseph Merry Gibbs und James Roland Mevil Gibbs sowie die Tochter Melissa Margaret Jean Gibbs hervor.